# 卡尔塔尔普尔
卡尔塔尔普尔（Kartarpur），是印度旁遮普邦Jalandhar县的一个城镇。总人口25152（2001年）。

## 人口
该地2001年总人口25152人，其中男性13480人，女性11672人；0—6岁人口2908人，其中男1627人，女1281人；识字率69.25%，其中男性为72.02%，女性为66.05%。